# William Cunningham (cestista)
William Cunningham (Augusta, 25 marzo 1974) è un ex cestista statunitense, professionista nella NBA.

## Statistiche

### College
| Anno      | Squadra     | PG  | PT | MP   | TC%  | 3P% | TL%  | RP  | AP  | PRP | SP  | PP  |
| --------- | ----------- | --- | -- | ---- | ---- | --- | ---- | --- | --- | --- | --- | --- |
| 1992-1993 | Temple Owls | 29  | 26 | 19,8 | 56,8 | -   | 55,6 | 3,9 | 0,0 | 0,4 | 0,7 | 3,8 |
| 1993-1994 | Temple Owls | 31  | 24 | 18,5 | 39,6 | -   | 38,7 | 4,2 | 0,0 | 0,3 | 0,4 | 1,6 |
| 1994-1995 | Temple Owls | 30  | 20 | 15,6 | 47,5 | -   | 53,8 | 4,0 | 0,2 | 0,4 | 0,7 | 2,9 |
| 1995-1996 | Temple Owls | 30  | -  | 8,2  | 37,5 | -   | 40,7 | 1,9 | 0,1 | 0,1 | 0,4 | 1,8 |
| Carriera  | Carriera    | 120 | 70 | 15,5 | 46,4 | -   | 49,0 | 3,5 | 0,1 | 0,3 | 0,5 | 2,5 |

### NBA

#### Regular Season
| Anno      | Squadra            | PG | PT | MP   | TC%  | 3P% | TL% | RP  | AP  | PRP | SP  | PP  |
| --------- | ------------------ | -- | -- | ---- | ---- | --- | --- | --- | --- | --- | --- | --- |
| 1997-1998 | Utah Jazz          | 6  | 2  | 6,3  | 44,4 | -   | -   | 1,3 | 0,2 | 0,3 | 0,0 | 1,3 |
| 1997-1998 | Philadelphia 76ers | 1  | 0  | 1,0  | -    | -   | -   | 2,0 | 0,0 | 0,0 | 0,0 | 0,0 |
| 1998-1999 | Toronto Raptors    | 1  | 0  | 1,0  | -    | -   | -   | 0,0 | 0,0 | 0,0 | 0,0 | 0,0 |
| 1998-1999 | N.J. Nets          | 15 | 6  | 10,7 | 16,7 | -   | 0,0 | 1,9 | 0,1 | 0,1 | 0,7 | 0,4 |
| Carriera  | Carriera           | 23 | 8  | 8,7  | 25,9 | -   | 0,0 | 1,7 | 0,1 | 0,1 | 0,5 | 0,6 |